# Pleun Ypma
Pleun Ypma (* 16. März 1998 in Utrecht) ist eine niederländische Beachvolleyballspielerin.

## Karriere
Ypma spielte 2016 und 2017 ihre ersten nationalen Turniere, vorwiegend mit Puk Stubbe. Im August 2016 kam sie mit Katja Stam bei der U22-Europameisterschaft in Thessaloniki auf den 17. Platz. 2018 spielte Ypma einige Turniere mit Julia Wouters, mit der sie Fünfte beim 1-Stern-Turnier in Ulsan wurde. Mit Stam wurde Ypma 2018 Achte der Studierenden-Weltmeisterschaft in München. Mit Emma Piersma gewann sie 2019 das 1-Stern-Turnier in Vaduz und wurde niederländische Meisterin. Seit 2020 ist die ehemalige Europameisterin und Olympiateilnehmerin Marleen van Iersel Ypmas Partnerin. Bei der EM in Jūrmala belegten die beiden Niederländerinnen den neunten Platz. 2021 spielten sie auf den 4-Sterne FIVB-Turnieren in Doha, Cancún, Sotschi und Ostrava und erreichten die Plätze 17, 33, 41, 5, 17 und 33. Bei der EM in Wien belegten sie erneut den neunten Platz.
2022 war Emi van Driel Ypmas Partnerin. Van Driel/Ypma siegten im Juni beim King of the Court in Hamburg. Anfang 2023 beendete Ypma ihre Beachvolleyballkarriere.